# إنفيديا كوادرو

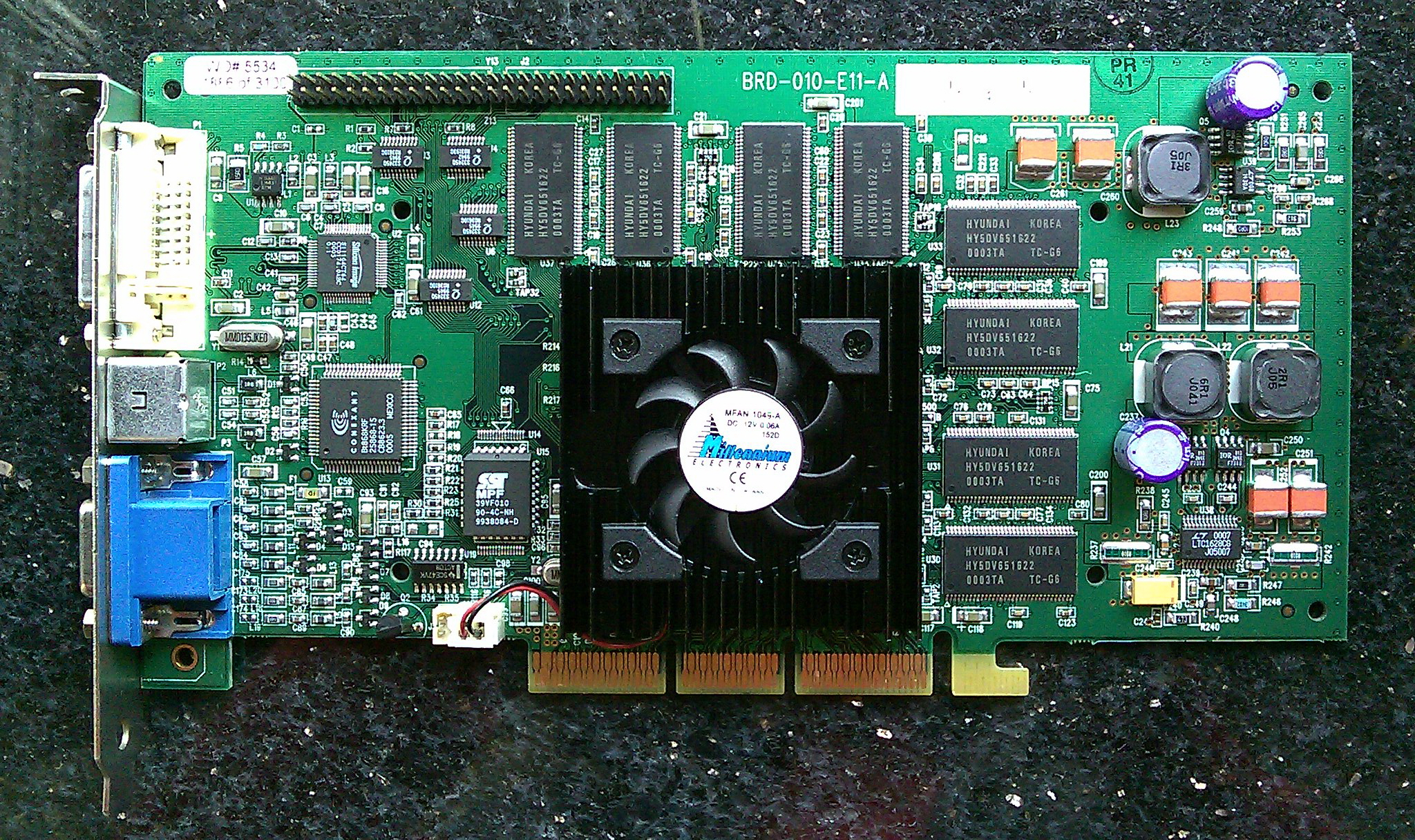

إنفيديا كوادرو(بالإنجليزية: Nvidia Quadro) هي سلسلة بطاقات الرسومات يأتي من إنفيديا، مصممين جهودها الرامية إلى تسريع CAD(تصميم بمساعدة الحاسوب). تستعمل غالباً في محطات العمل(بالمقارنة مع خط منتج جيفورس من إنفيديا، التي تستهدف على وجه التحديد أجهزة الألعاب). وتشمل المنتجات المنافسة إيه تي آي فاير جي أل من إيه تي آي تكنولوجيز.